# Sete Comunas

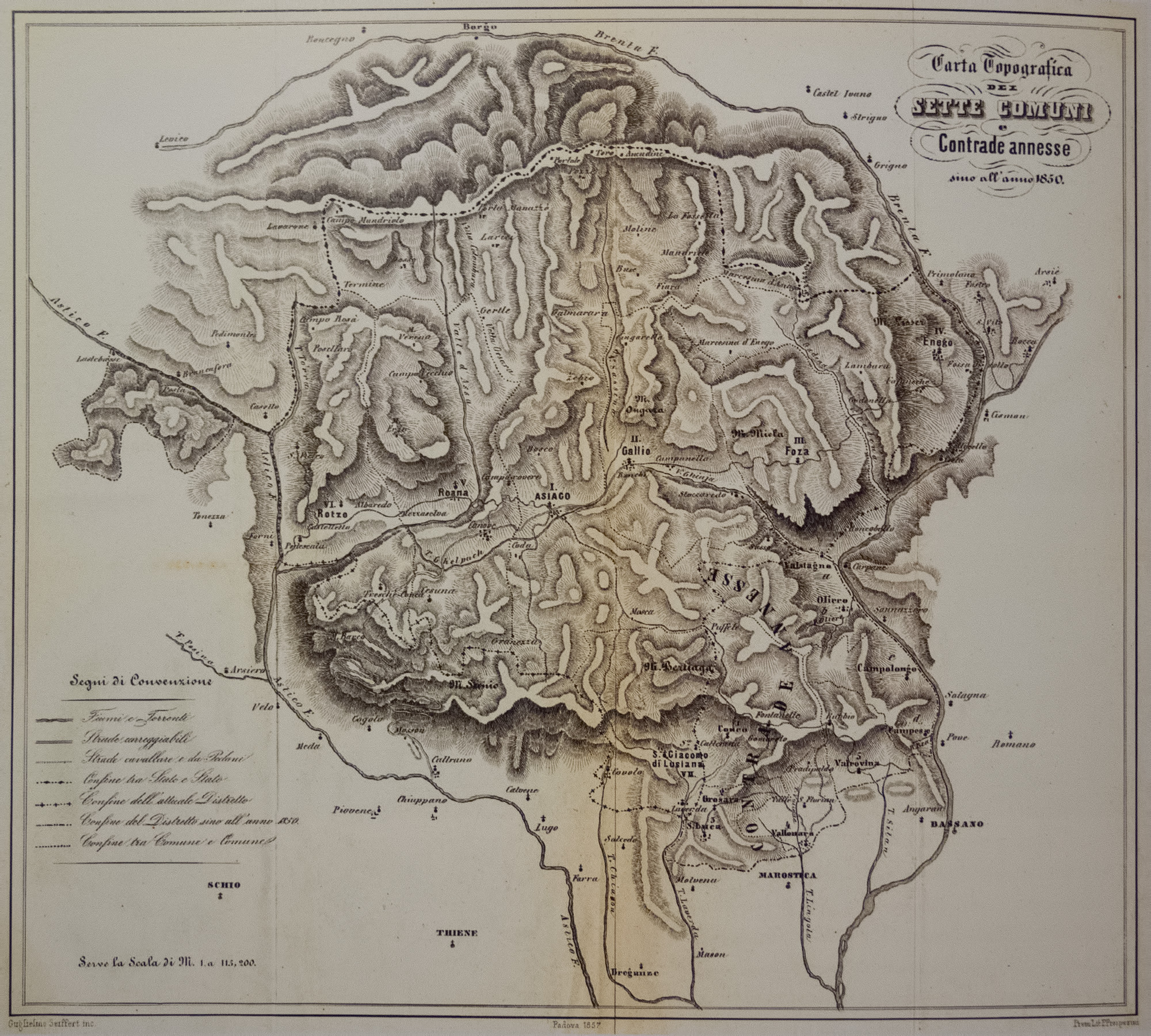
Mapa topográfico do planalto das Sete Comunas

A Respeitável Regência das Sete Comunas (em italiano Spettabile Reggenza dei Sette Comuni, em cimbro Hòoge Vüüronge dar Siban Komàüne), mais conhecida como Sete Comunas, é uma associação administrativa de sete comunas italianas, do tipo União Montana, composta pelas comunas de Asiago (capital), Enego, Foza, Rotzo, Gallio, Roana e Lusiana Conco. É herdeira da Federação das Sete Comunas, um Estado semi-independente que floresceu desde a Idade Média até 1807. 
A área se caracteriza geograficamente como uma vasta meseta ou planalto, situada no norte da província de Vicenza, nos Pré-Alpes Vicentinos, no limite com a província de Trento. A região é um enclave linguístico da língua cimbra, de raiz germânica, que está em extinção. Em 2008 tinha 21.447 habitantes.

## História

### Origens

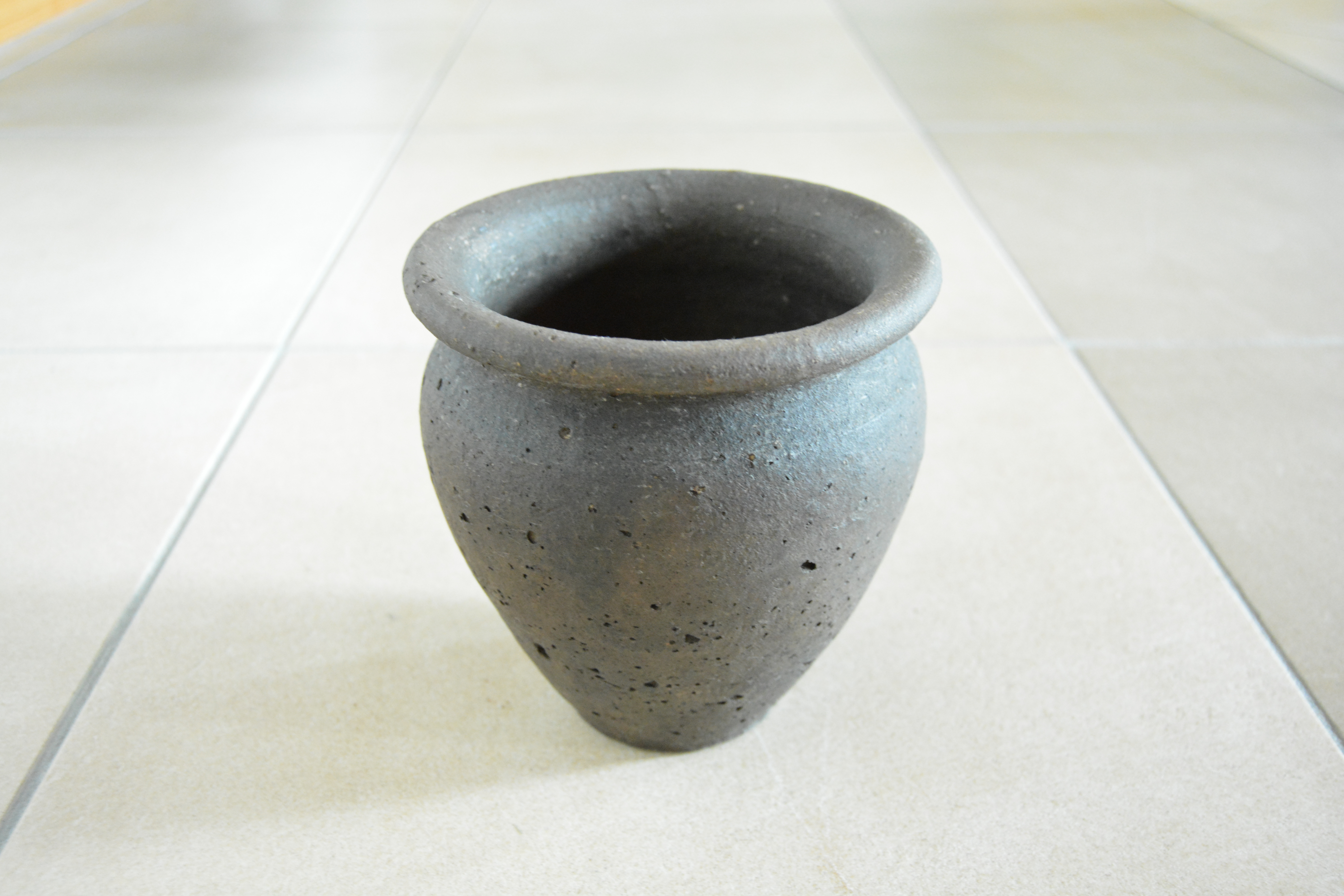
Vaso no acervo do Museu Arqueológico das Sete Comunas em Rotzo

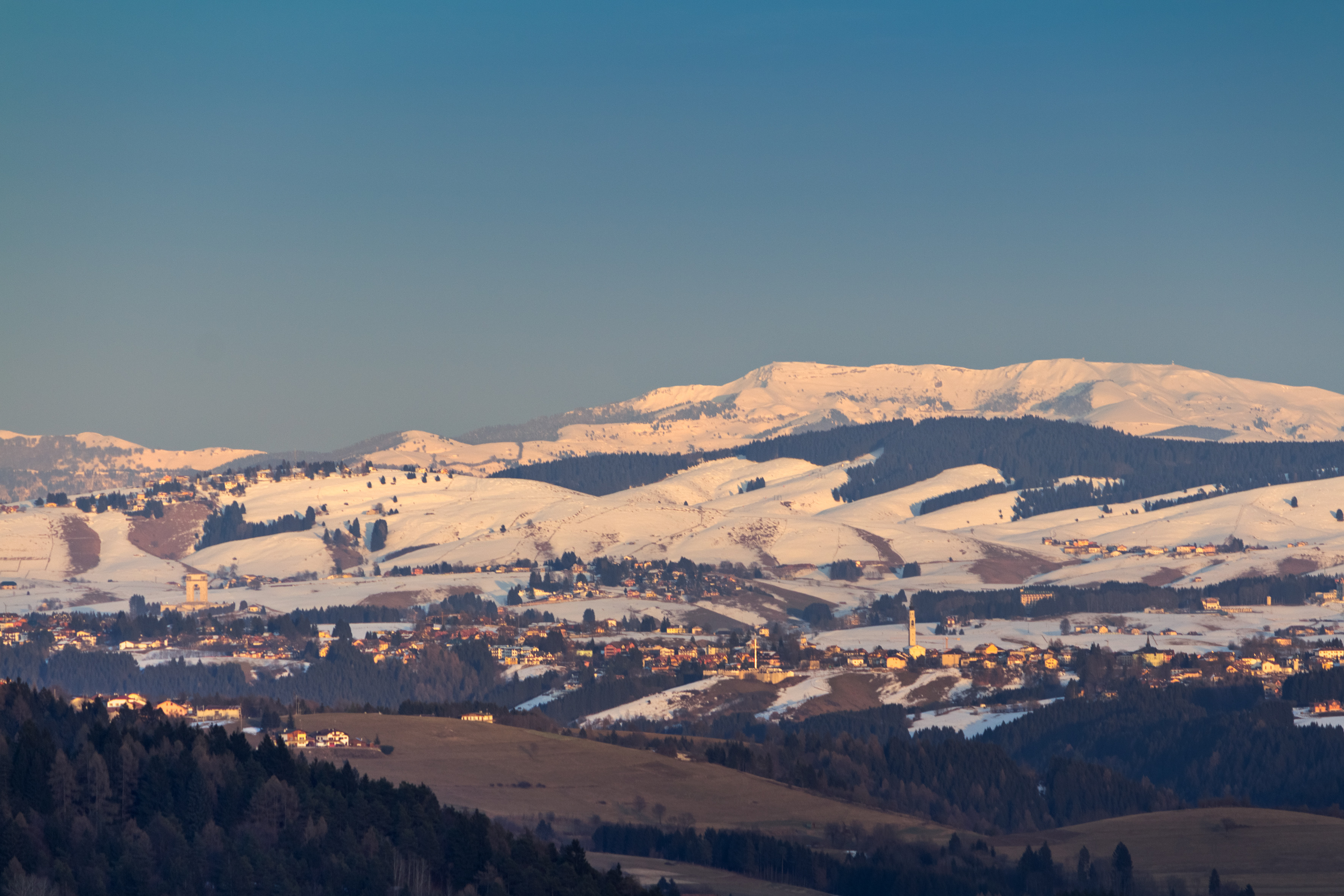
Vista de Asiago

Os primeiros traços da presença humana na região datam do Paleolítico, mas as evidências indicam que os pequenos assentamentos eram acampamentos temporários. Somente a partir do século IV a.C. é que se encontram vestígios de um povoado estável, situado hoje em Castelletto di Rotzo, com uma cultura material típica de povos vênetos, com influxos récios. No século II a.C. o povoado foi destruído, possivelmente devido a atividades militares, e o planalto permaneceu praticamente desabitado por muito tempo.
Os primeiros sinais de repovoamento são do século IX d.C., quando a área em torno de Rotzo já era habitada. No século X a Diocese de Pádua tinha diversos feudos no planalto, e começa a ser registrada a chegada de novos imigrantes provenientes de diversas áreas diferentes, principalmente da planície vêneta, intensificando-se o povoamento no século XI. As primeiras notícias de Roana são de 983, Enego aparece em 1031 como feudo da Diocese de Vicenza, Foza é citada em 1085 como feudo da Diocese de Freising, Gallio tem o primeiro registro como vila em 1162, Rotzo em 1175, Asiago em 1204, e Lusiana em 1297.
No século XII esta área passou a ser dominada por alguns mosteiros sujeitos às dioceses de Pádua e Vicenza e por algumas famílias feudais vicentinas, interessadas em explorar seus recursos naturais, especialmente sua densa floresta. Em 1262 a comuna de Vicenza herdou as extensas posses de Ezzelino de Romano na região e nos anos seguintes confiscou ou comprou feudos e alódios de outros nobres e da Igreja, iniciando um processo de absorção progressiva da área à sua jurisdição, sendo incorporada como um dos seus distritos. Essa evolução política significou também a extinção de quase todos os feudos da região, a emancipação da maioria da população da servidão e a passagem do controle direto do território para as próprias vilas, que então se constituem em comunas, o que não ocorreu sem conflitos. No fim do século XIII as comunas já estavam bem estabelecidas e tinham um governo autônomo organizado, seguindo de modo geral o sistema das comunas italianas medievais, adotando mais especificamente uma variante do modelo tipicamente alpino da regolaneria. Ao que parece nesta época já esboçavam uma liga ou união federativa.

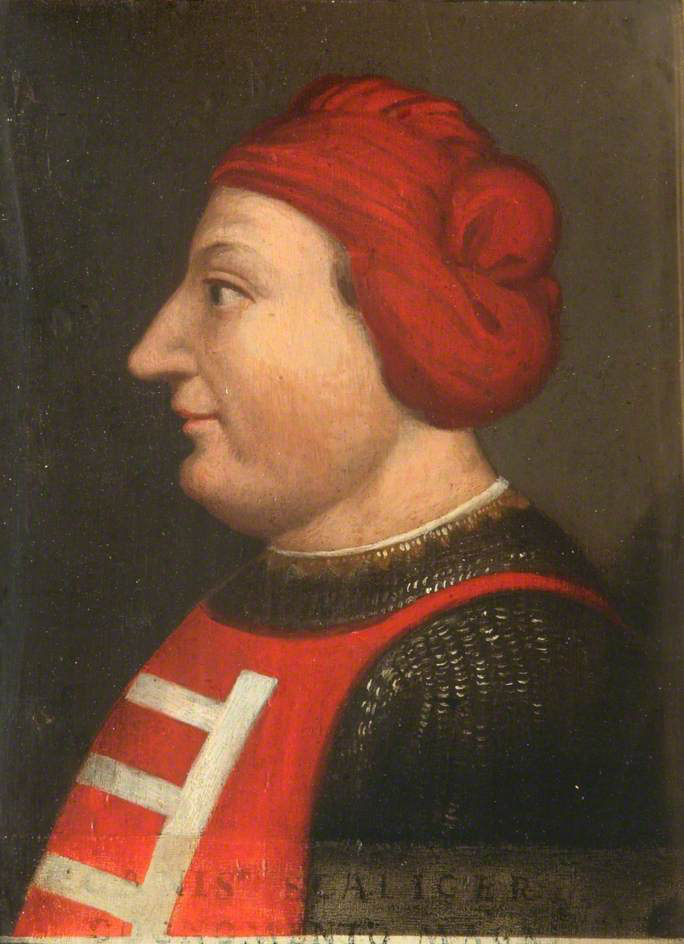
Cangrande della Scala

Durante o domínio dos senhores de Verona (1311-1387), que subjugaram também Vicenza, as comunas foram libertas da autoridade vicentina e receberam uma carta de privilégios confirmando seus estatutos e costumes, e mais do que isso, em 1327 Cangrande della Scala, senhor de Verona, premiou a fidelidade das comunas concedendo-lhes a posse de seus territórios na qualidade de feudo. Ficavam assim as Sete Comunas constituídas como um Estado autônomo, ainda que vassalo dos senhores de Verona, a quem juraram fidelidade. Vicenza protestou e vários conflitos se sucederam. Em torno de 1330 foi construído um castelo no centro do território para defesa. Os privilégios foram confirmados outra vez em 1380, e quando o domínio de Vicenza e das Sete Comunas passou para os duques de Milão (1387-1404), as Sete Comunas continuaram livres da jurisdição vicentina e tiveram seus estatutos e privilégios reconfirmados em 1388 e 1389, nos mesmos termos da outorga de Cangrande, ordenando-se ainda que os oficiais de Vicenza não interferissem. Nesta época eram nomeadas nas cartas de privilégios explicitamente como "as Sete Comunas", indicando que de alguma forma elas já tinham articulado uma certa identidade como grupo, mas até o século XVI a documentação é pobre demais para estabelecer com segurança o caráter e funções dessa federação primitiva. Ao longo do século XIV, continuando até o século XV, muitos grupos germânicos se fixaram na área, deixando uma importante marca na língua e na cultura.

### Domínio veneziano e consolidação da Federação

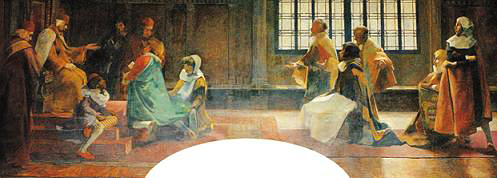
Ato de sujeição das comunas ao domínio veneziano, pintura do século XX

Em vista da instabilidade no ducado de Milão produzida pela complicada sucessão do duque Gian Galeazzo Visconti, morto em 1402, e cansadas de pagar os pesados tributos que lhes foram impostos, em 1405 as Sete Comunas se submeteram voluntariamente ao domínio da República de Veneza, que vinha emergindo como uma grande potência, preservando seus privilégios e estatutos antigos, gozando de uma autonomia quase total na condição de Terra Separada, além de receberem privilégios de pastoreio na planície durante o inverno e de isenção de quase todos os impostos, o que foi muito benéfico para sua economia. Ficavam, porém, dependentes de Vicenza para a administração da justiça, na condição de distrito judicial. Vicenza havia se submetido em 1404. Sendo agora partes de um mesmo domínio, em 1406 Vicenza aproveitou-se da situação para recuperar direitos sobre as Sete Comunas, que reivindicava como suas há tempo, após reunir-se com desavisados reitores venezianos à revelia das Sete Comunas, obtendo para si o tributo anual de 50 liras que as comunas deviam a Veneza. Isso deu origem a uma controvérsia jurídica que se arrastou por duas décadas, sendo decidida em 1428 em favor de Vicenza. As Sete Comunas não aceitaram o decreto e a controvérsia continuou até 1460, quando Vicenza foi obrigada a renunciar às suas pretensões e o tributo voltou a ser pago a Veneza, como havia sido estabelecido no ato de sujeição das Sete Comunas.
Em 1487 a região foi envolvida na guerra entre o conde do Tirol e Veneza, e Roana e Asiago foram destruídas. Asiago era a capital administrativa das comunas e na guerra toda a documentação pública se perdeu. Em 1508 a região foi invadida por tropas imperiais em outra guerra contra Veneza, novamente ocorrendo grande devastação. Esses eventos fizeram com que Veneza percebesse a importância estratégica das Sete Comunas, e a partir de 1550 manteve um provedor permanente em Asiago para cuidar da defesa. O primeiro provedor, o conde vicentino Francesco Caldogno, fez um relatório detalhado sobre a região, de grande valor informativo para a historiografia.

Brasão da Federação das Sete Comunas

Enquanto isso, as Sete Comunas consolidavam um sistema de governo federativo, que alcançou uma forma estável e bem organizada no início do século XVI, período em que inicia também a fase de apogeu econômico. Cada comuna tinha um Conselho, formado por todos os chefes de família que pagavam impostos e tinham o estatuto formal de cidadãos,Ver nota: aqui chamados vicini. Residentes que não eram cidadãos não tinham direitos políticos. O Conselho tinha capacidade de legislar localmente, fiscalizar as contas públicas e eleger a) procuradores ou deputados para assuntos extraordinários e b) o decano (também chamado governador), magistrado ordinário com funções cerimoniais, representativas, executivas e policiais, mais ou menos equivalente a um prefeito moderno, com capacidade de indicar oficiais administrativos (síndicos) para gestão da coisa pública. Para a administração da justiça em primeira instância e solução de disputas eram escolhidos, entre os cidadãos idôneos e conhecedores dos costumes, e com o consentimento das partes, árbitros ad hoc com função de juiz. Na capital Asiago se reunia a Regência (também chamada Redução), um conselho formado por um ou dois ministros de cada comuna sob a presidência de um chanceler, que centralizava a administração federativa e a política externa, fiscalizava a atividade política interna das comunas, arbitrava disputas entre elas e indicava os núncios (procuradores da Regência em alguma outra cidade). A administração da justiça em segunda instância e a defesa militar de grande escala estavam a cargo da podesteria de Vicenza, representando o governo veneziano.
A maioria do território era de posse coletiva, indivisível e inalienável, o uso das pastagens e recursos florestais era regulamentado e dependia da concessão da comunidade, era gratuito na medida necessária para o sustento das famílias, mas para exploração comercial pagava-se taxas. Situadas em zona montanhosa imprópria para a agricultura, a economia das Sete Comunas se baseava no pastoreio (principalmente ovelhas) e na exportação de lã, madeira e peles de animais silvestres, importando principalmente grãos, vinho, sal, tecidos e ferramentas. No fim do século XVI o rebanho de ovelhas ultrapassava as 130 mil cabeças e o comércio de vários gêneros era intenso, integrando-se a uma vasta rede comercial que abrangia o Trentino, o Tirol, a Lombardia e o Vêneto. Havia também diversos moinhos, algumas manufaturas pequenas de tecidos de linho para consumo local, diversas oficinas de ferraria e sapataria, fornos para produção de carvão, e a extração de madeira já era vultosa. Não há quase informação sobre outras atividades econômicas e artesanais.

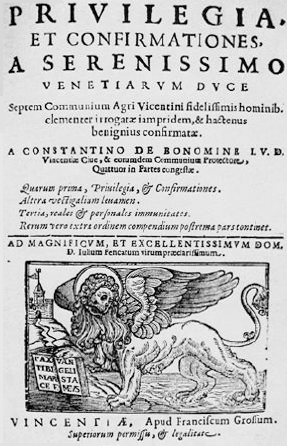
Carta de privilégios concedidos por Veneza às Sete Comunas, 1618

Embora fossem comunas pequenas (Asiago tinha 1.944 habitantes em 1558, Gallio tinha 1.575, e as outras de 806 a 1.026), segundo Francesco Bianchi, nesta época "as Sete Comunas eram dotadas de uma organização econômica suficientemente articulada e lucrativa para chamar a atenção dos comerciantes da planície, intimamente ligados e integrados com os circuitos produtivos da cidade de Vicenza e seus arredores ao pé do planalto. Além disso, o planalto não oferecia apenas oportunidades de renda para os estrangeiros, não era simplesmente uma terra de conquista, mas garantia oportunidades de ascensão econômica e social também para os montanheses mais capazes e dotados de habilidades empreendedoras". Isso favoreceu a estratificação da sociedade, formando-se um patriciado burguês composto pelas famílias mais ricas e cultas, mas não se formou uma classe de nobres com privilégios especiais devido ao caráter democrático do sistema da regolaneria. Diz Bianchi que "a disparidade nas condições de vida, no entanto, não levou a fenômenos de marginalização política ou fechamento oligárquico, como aconteceria nas cidades da planície, onde o acesso às câmaras municipais era reservado às classes abastadas".
Em 1605 um acordo entre o bispo de Trento e a República de Veneza pôs fim a antigas disputas sobre as fronteiras do norte do planalto: o território de Vezzena foi retirado de Rotzo e atribuído a Levico, e uma parte dos campos de Marcesina foi retirada de Enego e unida com Grigno. Em 1631 a peste chegou à região causando uma grande mortandade. Em 1639, em vista do constante contrabando que ocorria nas fronteiras, pressionada por Veneza, a Federação concordou em estabelecer alfândegas com guarda armada em três locais, acrescidos de outros nos anos seguintes. Em 1642 o capitão de Vicenza compilou as leis, usos e costumes locais definindo oficialmente os Estatutos da Federação, mas cada comuna dispunha de estatutos próprios muito antes disso.
Em que pesem alguns episódios de peste, carestia e guerra, a Federação gozou de notável estabilidade e prosperidade sob o domínio veneziano até o século XVIII, quando iniciou uma fase de declínio, que acompanhou a decadência de Veneza. Localmente as condições de vida se tornavam mais difíceis, devido a um significativo aumento populacional, estressando recursos naturais cada vez mais limitados; mudanças relacionadas à emergência da economia moderna não foram bem absorvidas, houve conflitos internos e alguns privilégios tradicionais foram abolidos. Em 1765 houve uma grave carestia no Vêneto, que repercutiu fortemente no planalto, quando Veneza aboliu o importante sistema de isenções fiscais para o uso de pastagens vênetas nos caminhos usados pelos pastores na transumância sazonal. Em 1796 Lusiana foi dividida, formando-se a oitava comuna, Conco, reabsorvida em 2019 para formar a comuna de Lusiana Conco.

### Fim da Federação

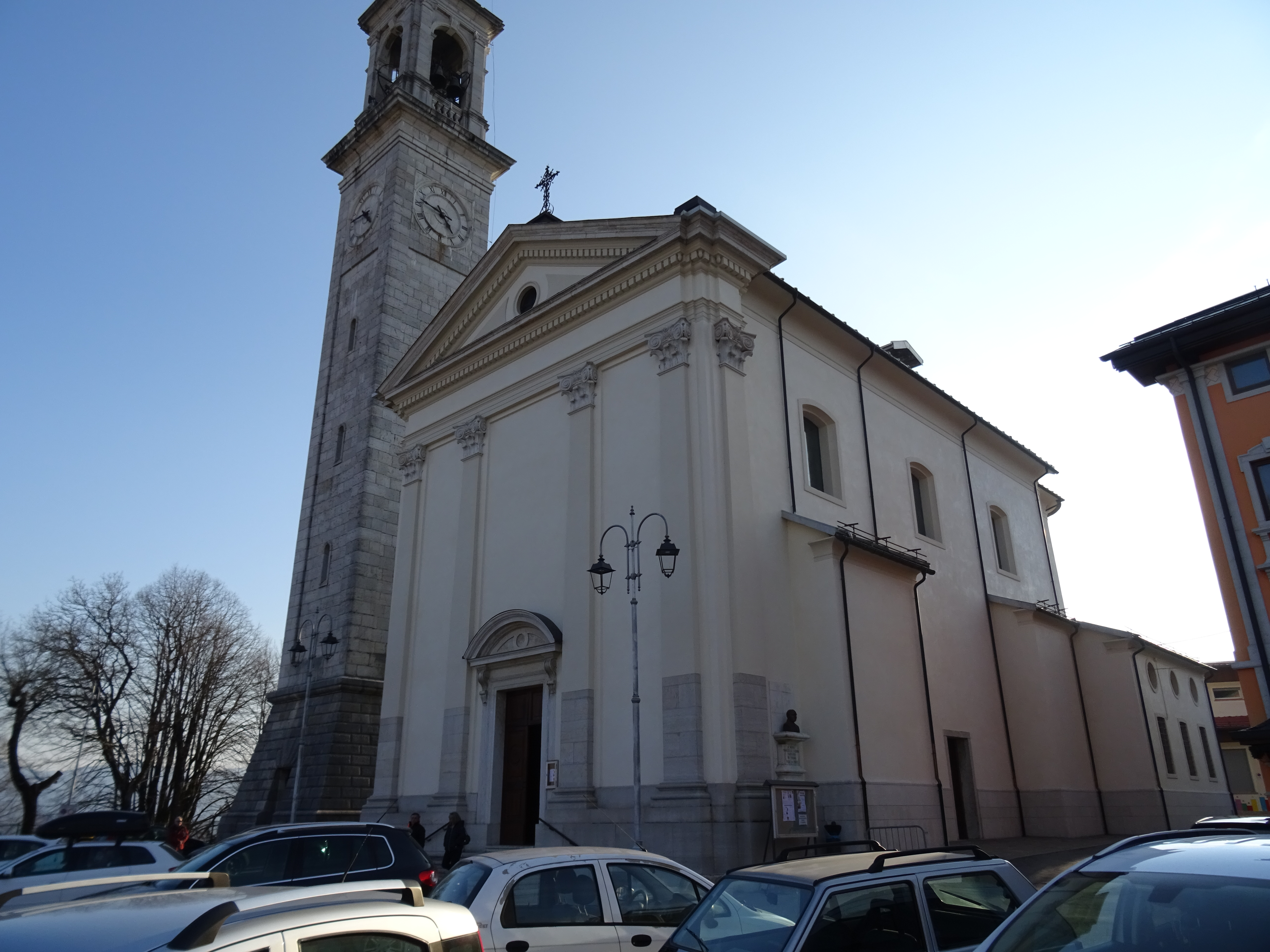
Igreja de Santa Justina em Roana

Com a queda de Veneza para o exército de Napoleão em 12 de maio de 1797, o sistema político da Federação entrou em colapso. As comunas foram ocupadas com violência e no dia 20 de maio a Regência solicitou ao representante francês que garantisse seus antigos privilégios e instituições. O governo de ocupação manteve a Regência mas modificou sua composição e atribuições, todo o equilíbrio representativo das comunas foi reorganizado, e transformou-as em distrito de Vicenza. Além disso, confiscou enorme quantidade de madeira, grãos, víveres e rebanhos para mantimento das tropas estacionadas, proibiu a saída de pessoas do distrito, e onerou as comunas com um imposto exorbitante para cobrir custos da guerra, a ser cobrado imediatamente, sob pena de execuções. O dinheiro circulante praticamente desapareceu, os alimentos escassearam e encareceram extraordinariamente, o comércio e a indústria se desorganizaram. Para piorar, a região atravessava uma grande seca, os pastos estavam murchos, as fontes minguavam e o rebanho estava em grande parte magro e doente, vacas, cavalos e ovelhas morriam às centenas. Depois de muitas queixas e súplicas às autoridades francesas, os generais Barthélemy Joubert e Augustin Belliard se sensibilizaram e intercederam, obtendo uma subvenção para as comunas, que no entanto foi pequena e apenas supriu as carências mais urgentes. Essa combinação de fatores abateu profundamente a economia regional e causou pobreza e endividamento generalizados, cujos efeitos persistiriam por décadas.
Com o Tratado de Campoformio o território veneziano foi cedido à Áustria, e em 24 de fevereiro de 1798 as comunas juraram fidelidade ao imperador, mas Napoleão provocou novas mudanças da geopolítica e em 29 de junho de 1807 o legado francês em Asiago aboliu a Regência e o sistema de governo coletivo, e o território das comunas foi incorporado ao novo Reino da Itália napoleônico. O governo foi transmitido para um prefeito indicado pelo rei. O território de Maróstica foi anexado, no entanto desvinculado em março de 1808. Em 7 de abril de 1815 as comunas foram absorvidas pelo novo Reino Lombardo-Vêneto controlado pela Áustria, continuando como distrito vicentino e anexando em 1819 a comuna de Lastebasse. O distrito foi governado por um comissário régio até 1850, quando Lastebasse foi desvinculada. Em 1853 o distrito perdeu as vilas de Conco, Crosara, Vallonara, Valstagna, Campolongo e Valrovina.
Nesta época de mudanças e instabilidade o governo modernizado encontrava resistências, ocorreram revoltas populares, arquivos foram queimados, vendidos e dispersos, seus recursos naturais estavam se esgotando, os impostos aumentavam, surgiam a fome e epidemias. Muitos emigraram para regiões menos depauperadas. As guerras da unificação italiana tumultuaram ainda mais a região, soldados foram recrutados, muitos morreram. Na década de 1860 a economia estava arruinada e as comunas estavam em condições miseráveis. A Regência foi ressuscitada em 1861 na forma de um consórcio para a administração dos bens públicos. Apesar de tantos problemas, alguns progressos significativos foram notados na segunda metade do século XIX, aparecendo as primeiras estações turísticas, criação de um serviço de correios, melhoramento de estradas, ligação à malha ferroviária vêneta, renovação do urbanismo, chegada da eletricidade, fundação do Banco Popular das Sete Comunas, várias caixas de poupança e cooperativas, a primeira tipografia e o primeiro museu. De 1857 a 1893 o abade Modesto Bonato publicou o primeiro marco historiográfico regional com sua monumental História das Sete Comunas e Distritos Anexos, em 5 volumes. No final do século XIX a população do planalto estava assim distribuída: Asiago 6.716 habitantes, Rotzo 2.511, Roana 4.768, Gallio 2.013, Foza 1.817, Enego 3.294, Lusiana 4.558, Conco 3.817.

### Século XX e contemporaneidade

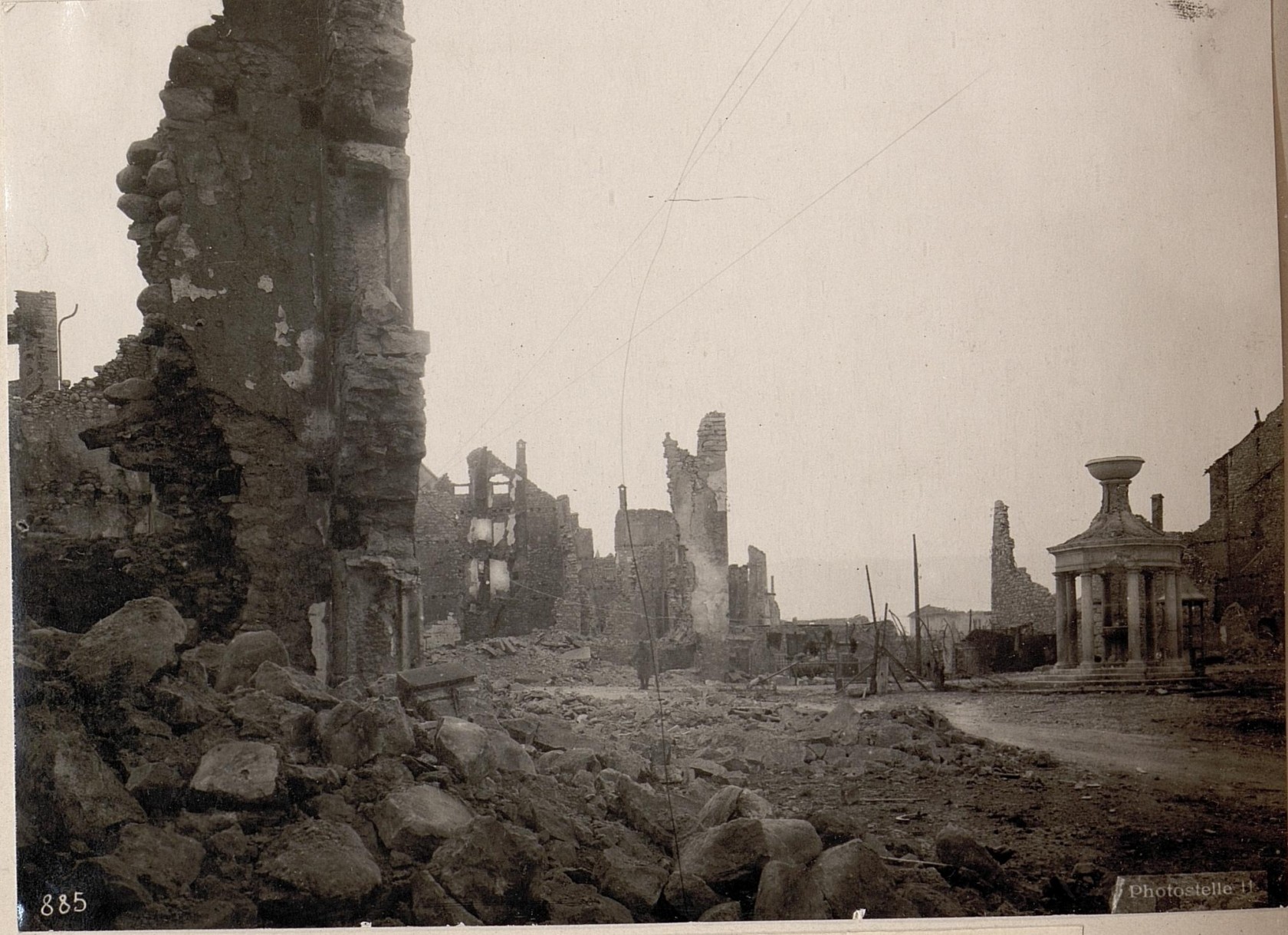
Destruição em Asiago na I Guerra Mundial

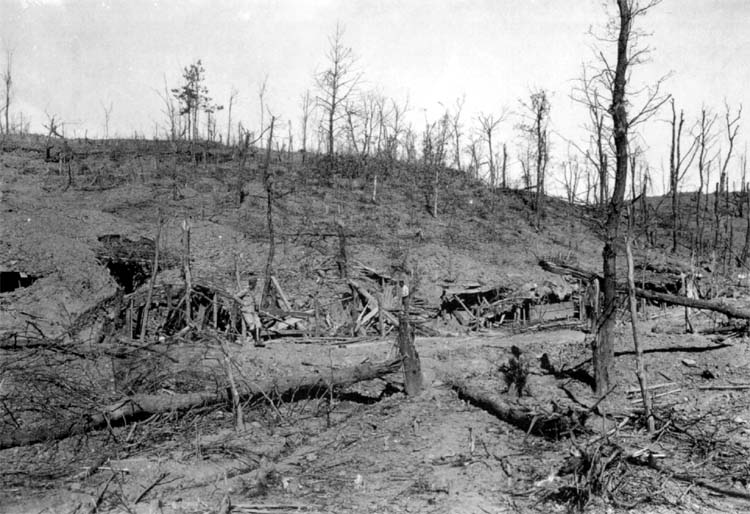
Floresta destruída

Na I Guerra Mundial as Sete Comunas foram quase completamente arrasadas, sendo palco de algumas das mais sangrentas e devastadoras batalhas do front italiano. A população foi evacuada e, segundo Gerardo Rigoni, sem contar danos de artilharia, calcula-se que mais de 1,5 milhão de bombas foram detonadas no território. No inverno de 1918-19, após a guerra, a população começou a regressar. Nas palavras de Mario Stern, "as vilas eram apenas montes de escombros; os prados, as terras aráveis, as pastagens estavam devastadas pelos bombardeios, queimadas pelo gás mostarda, sulcadas por trincheiras e fossas, cobertas de pedras e de emaranhados de cercas. E entre tudo isso havia centenas, senão milhares, de corpos insepultos de soldados". Além disso, as terras ficaram crivadas de explosivos não detonados. A recuperação desses artefatos nunca terminou, e ao longo dos anos muitos explodiram acidentalmente, produzindo centenas de mortos e mutilados. Em 2011, na preparação de um terreno para a construção de um novo hospital, mais de 600 bombas foram encontradas.
Em 1925 a Regência foi extinta, e no ano seguinte seu patrimônio foi dividido entre as comunas e voltou para a posse coletiva. Com a ascensão do regime fascista, muitos emigraram para o exterior. A Grande Depressão de 1929 produziu mais pobreza, muitas fronteiras internacionais foram fechadas e a tensão interna aumentou. Entre 1932 e 1936 foi construído o monumental Sacrário Militar de Asiago, reunindo os despojos de 54.286 italianos e austro-húngaros e 33.253 desconhecidos caídos na I Guerra, em sua maior parte provenientes dos diversos cemitérios que haviam sido formados no planalto.
A II Guerra Mundial trouxe novos problemas e mais destruição, embora em grau muito menor do que no primeiro conflito, mas desencadeou um maciço êxodo populacional. Somente na década de 1960 a economia voltou a se estabilizar com o desenvolvimento do turismo e do artesanato, reorganização da rede comercial e incentivo à produção de queijo, que se tornou famoso.

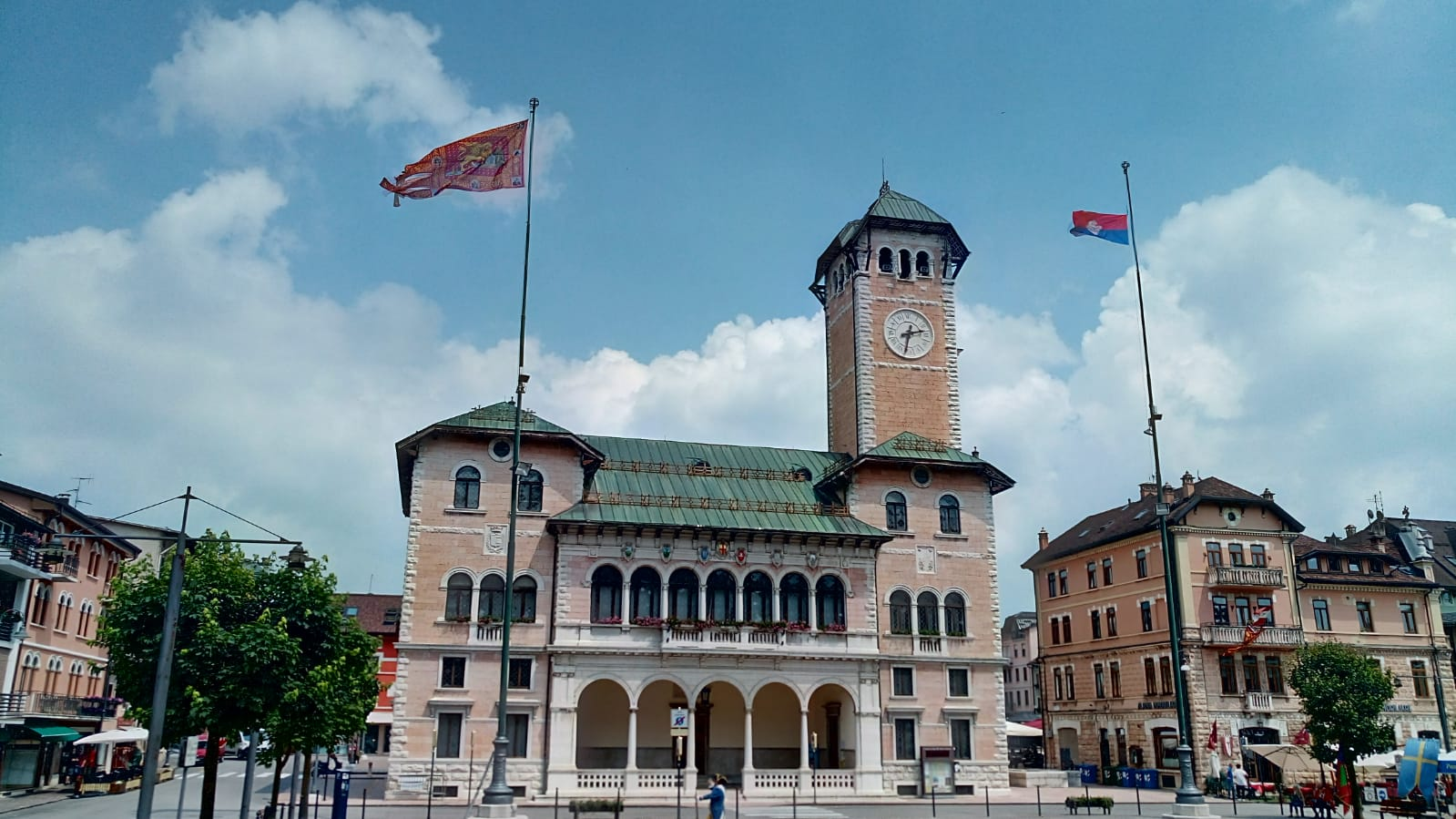
A sede administrativa de Asiago

Nos anos recentes mostrou-se mais uma vez a força da tradição: em 1972 as Sete Comunas se reuniram na Comunidade Montana das Sete Comunas (Comunità Montana dei Sette Comuni), reestruturada em 30 de julho de 2014 como União Montana Respeitável Regência das Sete Comunas (Unione Montana Spettabile Reggenza dei Sette Comuni), aprovando-se novos estatutos e criando-se um conselho administrativo regional, recuperando em larga medida as funções da antiga Federação no que diz respeito à administração dos bens e terras coletivas, também fortalecendo os laços econômicos e sociais entre elas. Em 2000, 96% do território das comunas não era propriedade privada nem mesmo propriedade pública estatal, mas propriedade coletiva, continuando a ser inalienável e indivisível e vinculada principalmente a atividades pastoris e silvícolas, e esse estatuto é protegido por lei. 50% do território era coberto de floresta e 39% de campos e pastagens.
As Sete Comunas continuam reivindicando sua antiga autonomia, mas a concorrência de áreas vizinhas mais estruturadas tem tornado seu caminho difícil, perdendo alguns serviços importantes, como o Banco Popular, o Pretório e a Agência de Saúde. Segundo o Instituto de Cultura Cimbra, 
"O compromisso atual das Sete Comunas parece ser o de tomar consciência da situação em que se encontram, para não sofrer passivamente tantas transformações e orientá-las, pelo menos em parte, capacitando-as para uma nova autonomia e reforçando a sua identidade local, ou seja, não se limitando a mitificar o passado, mas respondendo às necessidades concretas do presente e do futuro, tendo um segmento crescente de população idosa que afeta significativamente a ordem social e a qualidade de vida. Até a paisagem das Sete Comunas foi radicalmente transformada, principalmente na parte central, altamente urbanizada, com muitos problemas de infraestrutura e serviços".

## Geografia
Segundo a subdivisão orográfica internacional dos Alpes trata-se de um subgrupo dos planaltos. Compreendido entre o rio Astico e o rio Brenta, o maciço tem uma extensão, em relação com o âmbito administrativo das Sete Comunas, de 473,5 km². A altitude está compreendida entre os 87 m e os 2341 m. A extensão da meseta no sentido estrito é de 560,1 km² com altitude média de 1317 m.

### Comunas
| Comunas       | Cimbro         | Alemão       | habitantes | Altitude (m) | Notas |
| Asiago        | Sléghe/Schlège | Schlägen     | 6533       | 1001         |       |
| Enego         | Ghenébe/Jenève | Jeneve       | 1927       | 800          |       |
| Foza          | Vüsche/Vütsche | Fütze        | 731        | 1083         |       |
| Gallio        | Gell(e)/Ghèl   | Gelle        | 2331       | 1093         |       |
| Lusiana Conco | Lusaan Kunken  | Lusian Conco | 2833       | 752          |       |
| Roana         | Robàan         | Rovan/Rain   | 4245       | 994          |       |
| Rotzo         | Rotz           | Ross         | 620        | 938          |       |

## Cultura cimbra

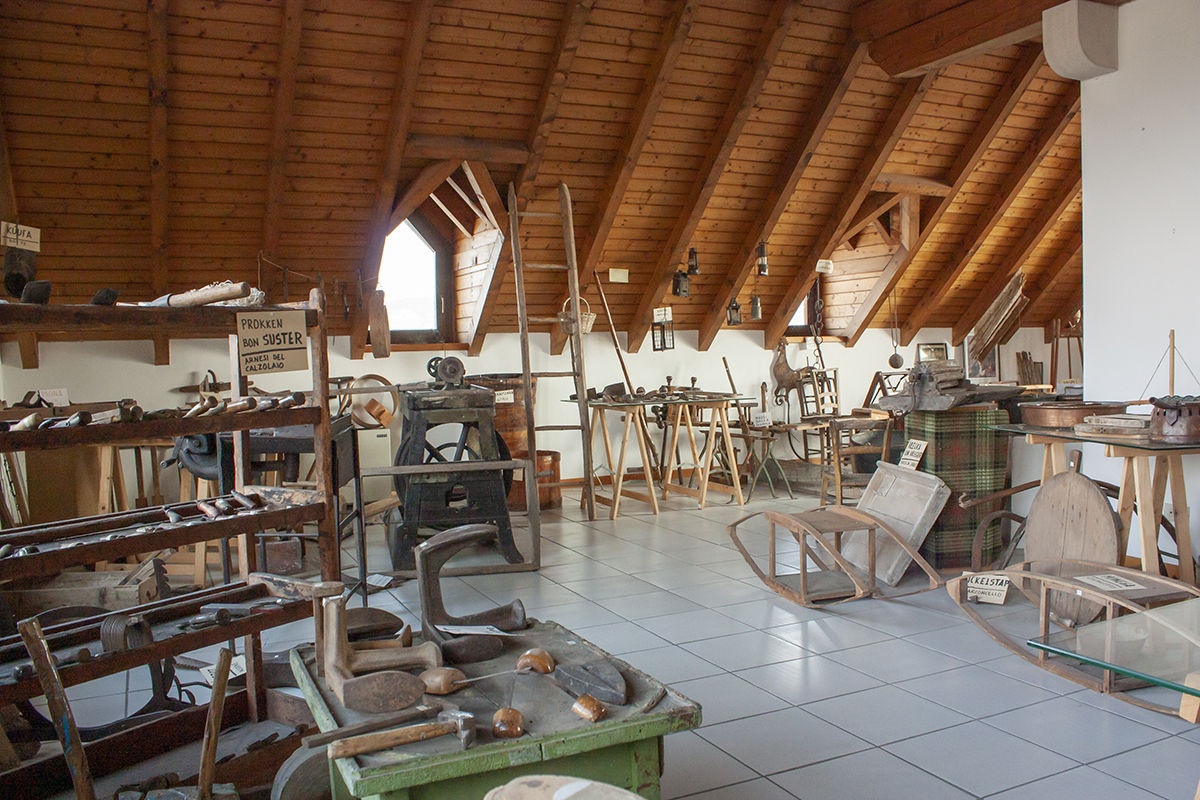
Sala do Museu da Cultura e Tradição Cimbra, em Roana

A partir do século XIV ocorreu um significativo movimento imigratório de grupos de origem germânica, principalmente da Baviera e Tirol, que nos séculos XV e XVI chegaram a superar largamente a população de origem italiana, e deram origem a um enclave de língua cimbra, derivada do alemão antigo, persistente até hoje. A germanização definitiva da área, todavia, foi impedida pela integração política, econômica e social cada vez mais forte com o Vêneto, forçando a reitalianização do planalto. Vicenza se tornara no século XVI o principal parceiro comercial das Sete Comunas, várias famílias de comerciantes e empreendedores vicentinos se estabeleceram no planalto, e para que as famílias locais pudessem estabelecer negócios e parcerias era necessário o bilinguismo.
Nos invernos os pastores levavam seus rebanhos a pastar na planície, casamentos com pessoas do Vêneto se tornaram comuns, acentuando a penetração da cultura italiana, e no século XVI quase todos os homens eram bilíngues em função de necessidades de trabalho. No século XVII a fala germânica já iniciava seu declínio, o trânsito de pessoas de diversas regiões italianas aumentava, e no início do século XIX o cimbro já era usado apenas por uma minoria, principalmente mulheres, que eram menos expostas ao contato com o exterior. O declínio continuou e atualmente a língua cimbra está quase extinta, mas desde 1973 funciona o Instituto de Cultura Cimbra, criado para sua proteção e resgate, e diversos estudos e iniciativas têm sido desenvolvidos para sua revitalização.